# 上海清竹园墓园
上海清竹园墓园（简称清竹园）是中華人民共和國上海市嘉定區外冈镇嘉松北路633号的一座公墓，成立于1994年，拥有土地618亩，其中墓用土地478亩，根据规划，墓穴总量可安置258000穴。属于上海市一级公墓。前国务院副总理、外交部长钱其琛是清竹园墓园名称题写人。清竹园前身是外冈镇政府、嘉定区民政、嘉定区博物馆、外冈徐秦村所联合组建的国集联营企业。清代乾嘉学派中的钱大昕即安葬于此。“清竹园”的墓园名称由钱大昕号“竹汀先生”而来。